# География Ботсваны
Респу́блика Ботсва́на — государство в Южной Африке.

## Географическое положение
Ботсвана находится в Южной Африке. Территория страны составляет 581 730 км², из них площадь суши — 566 730 км². Протяжённость Ботсваны в направлении с северо-востока до юго-запада составляет 1110 км, с юго-востока до северо-запада — 960 км. Часовой пояс Ботсваны — UTC+2:00.

## Границы
Общая длина государственной границы Ботсваны составляет 4013 км. Протяженность границ с Намибией — 1360 км, ЮАР — 1840 км, Зимбабве — 813 км, Замбией — 146 метров. Выхода к морю у страны нет.

## Административное деление
Административно территория Ботсваны делится на 9 округов, а они в свою очередь они делятся на 28 субокругов.

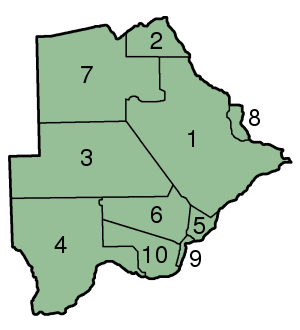
Округа Ботсваны

## Рельеф
Ботсвана занимает почти всю территорию бессточной впадины Калахари. Средняя высота территории от 800 до 1000 метров, на западе до 1200 метров. Рельеф преимущественно равнинный. В восточной части — мелкохолмистый. На северо-западе — гряда Ганзи, где находится высшая точка Ботсваны — 1370 м над уровнем моря. Для болшей части страны характерны пологие песчаные дюны и барханы высотой от 4—5 м на юге и достигающие 30 м на севере. В основном это неподвижные формы, однако в отдельных районах встречаются незакреплённые (подвижные) пески.

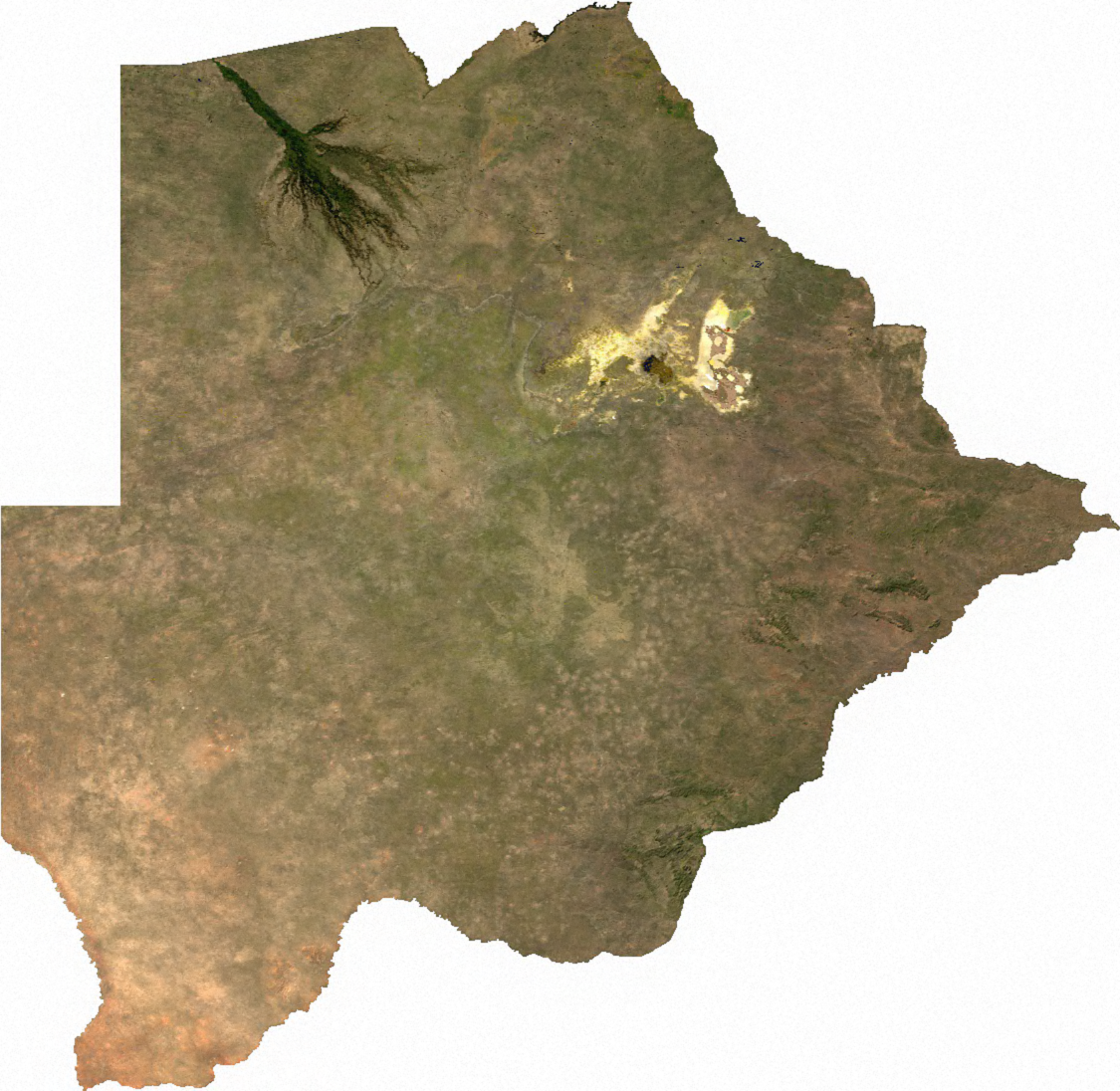
Спутниковый снимок страны. На севере хорошо заметна дельта реки Окаванго
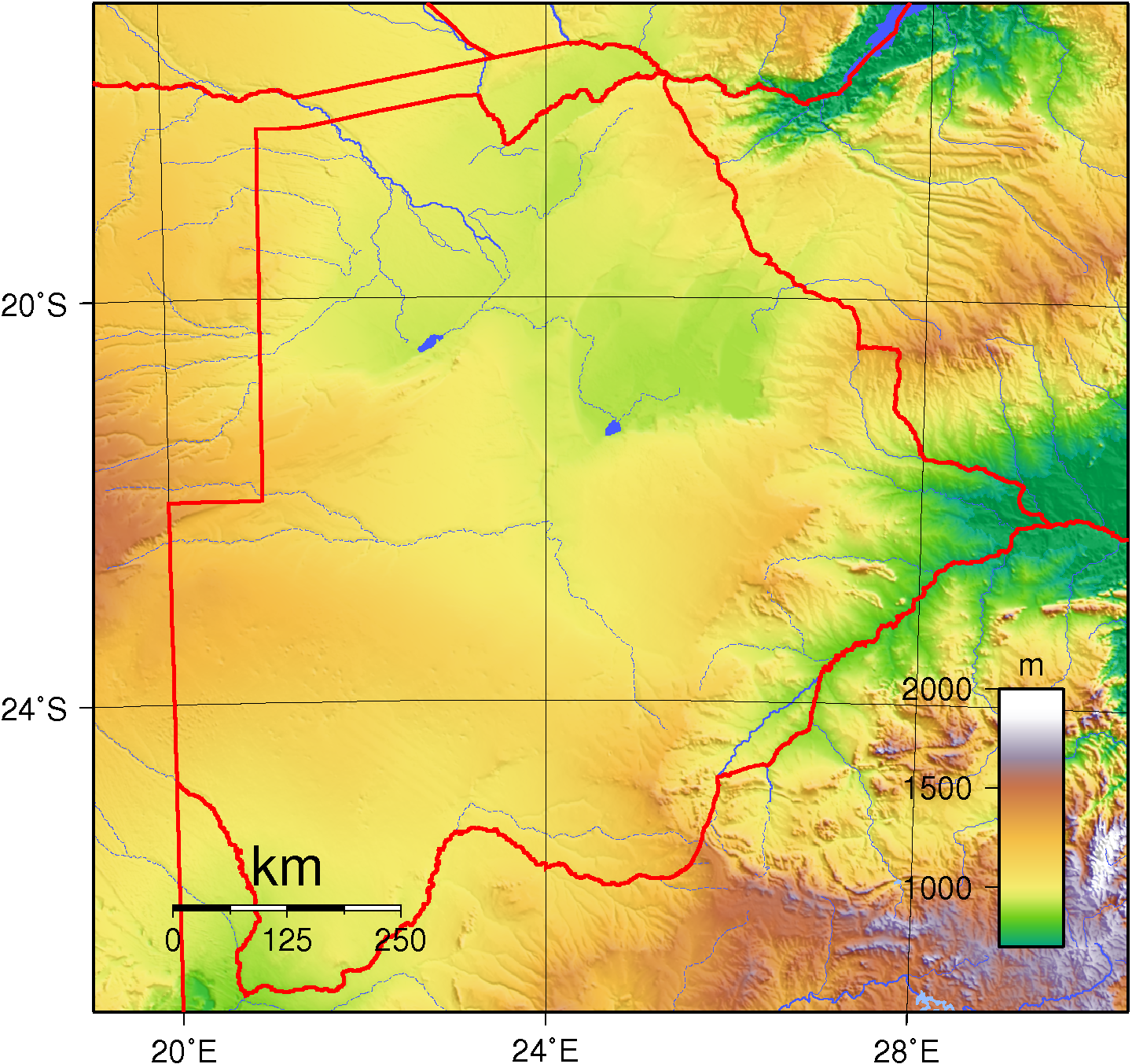
Рельеф Ботсваны

## Полезные ископаемые
Важнейшие полезные ископаемые Ботсваны — уголь, алмазы, никелевые и медные руды. Ботсвана занимает одно из первых мест в мире по запасам алмазов. Основные районы добычи алмазов — Джваненг и Орапа. По запасам углей Ботсвана занимает ведущее место в Африке; месторождения находятся на востоке (угольные бассейны Мамабуле, Марапуле, Фоли). Месторождения медных руд расположены на северо-востоке (Мацитамма) и северо-западе (Нгвако) страны.

## Растительность
Большую часть Ботсваны занимают опустыненные саванны. На юго-западе страны, у границы с Южно-Африканской Республикой, встречаются песчаные полупустыни с суккулентами, в том числе с так называемыми «живыми камнями» — представителями рода литопс. На севере и востоке Ботсваны преобладают злаковые саванны, используемые для выпаса скота (частично) и земледелия. В этих районах развиты засоление почв и эрозия. Северная часть страны занята редколесьями и парковыми саваннами. Здесь распространены баобабы, акации, мерула, коммифора, мокутемо, хлебное дерево и другие, с галерейными лесами в долинах рек. В дельте Окаванго — тропические болота из папируса, тростника и слоновой травы.

Разнообразие растительного мира Ботсваны
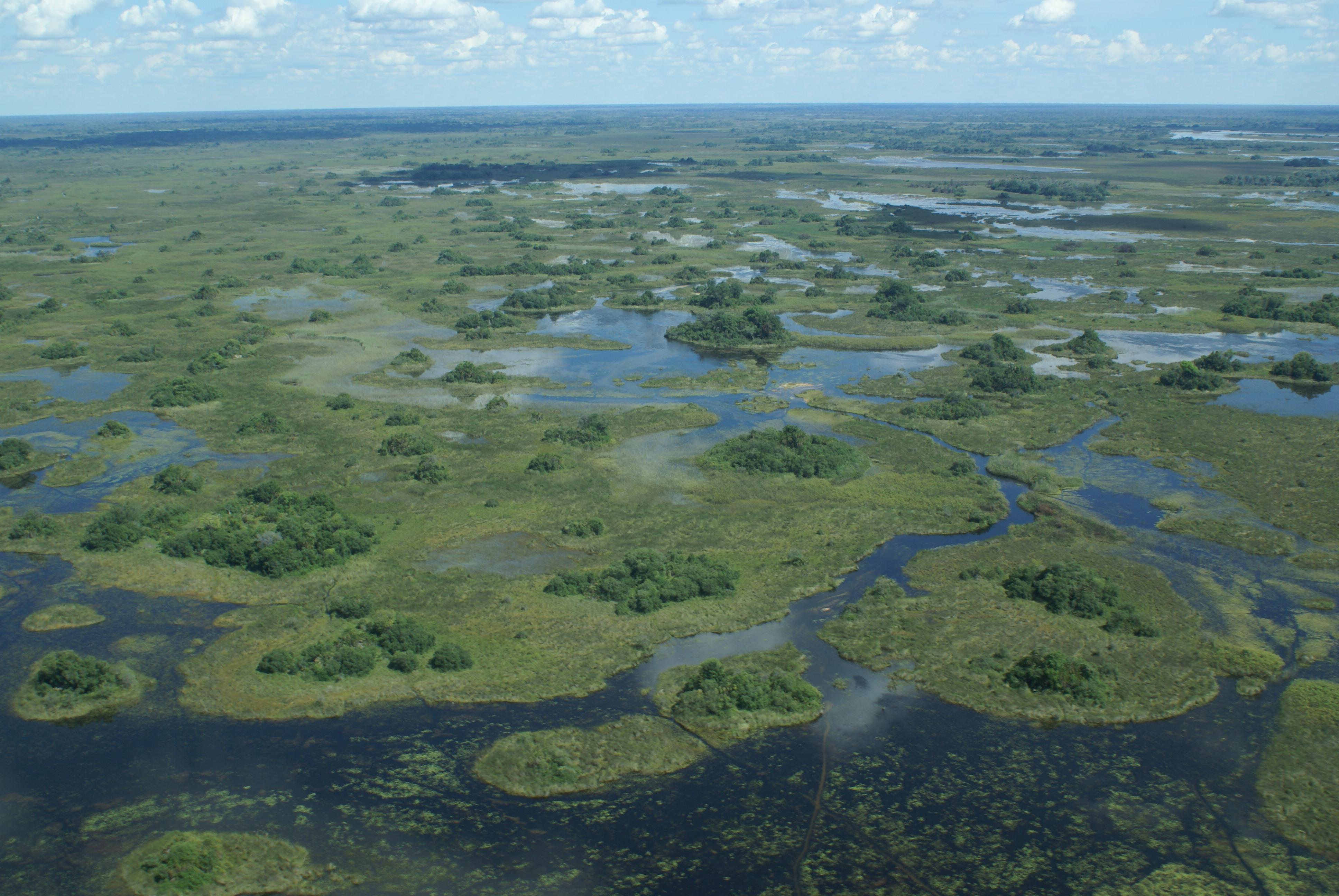
Растительность дельты реки Окаванго
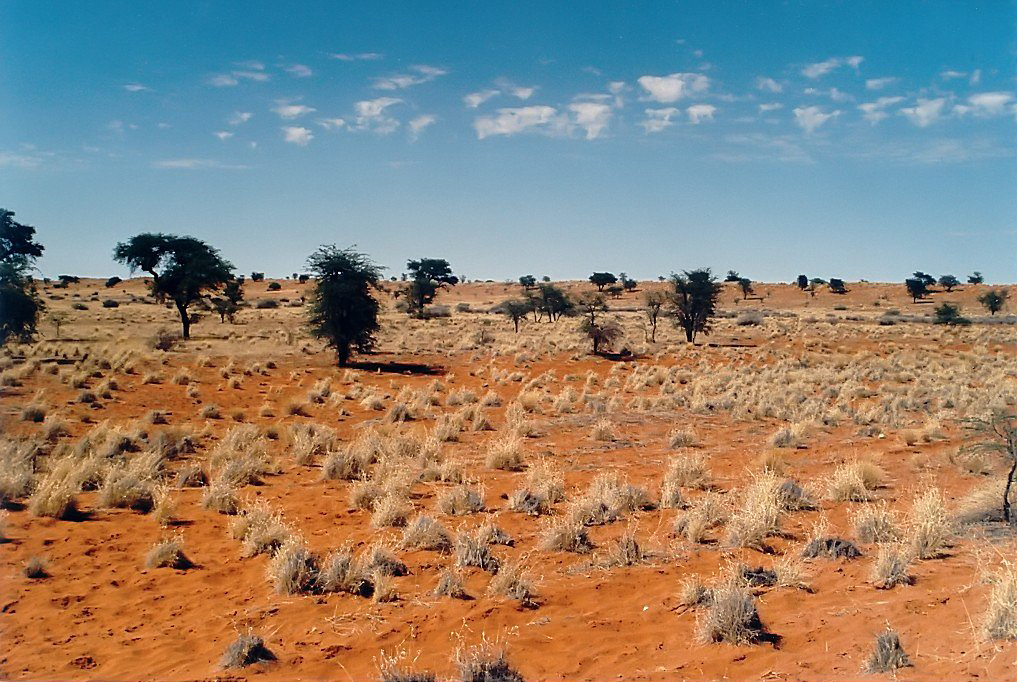
Пустыня Калахари
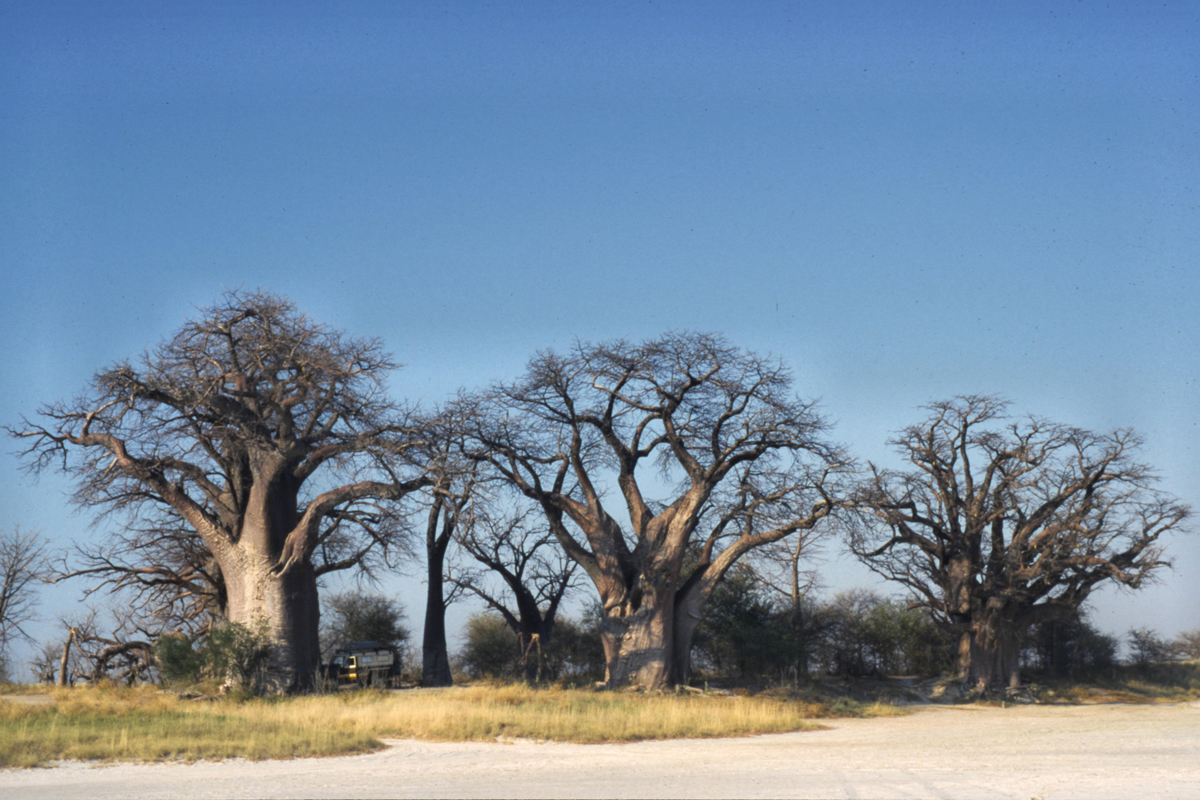
Баобабы в национальном парке Nxai Pan
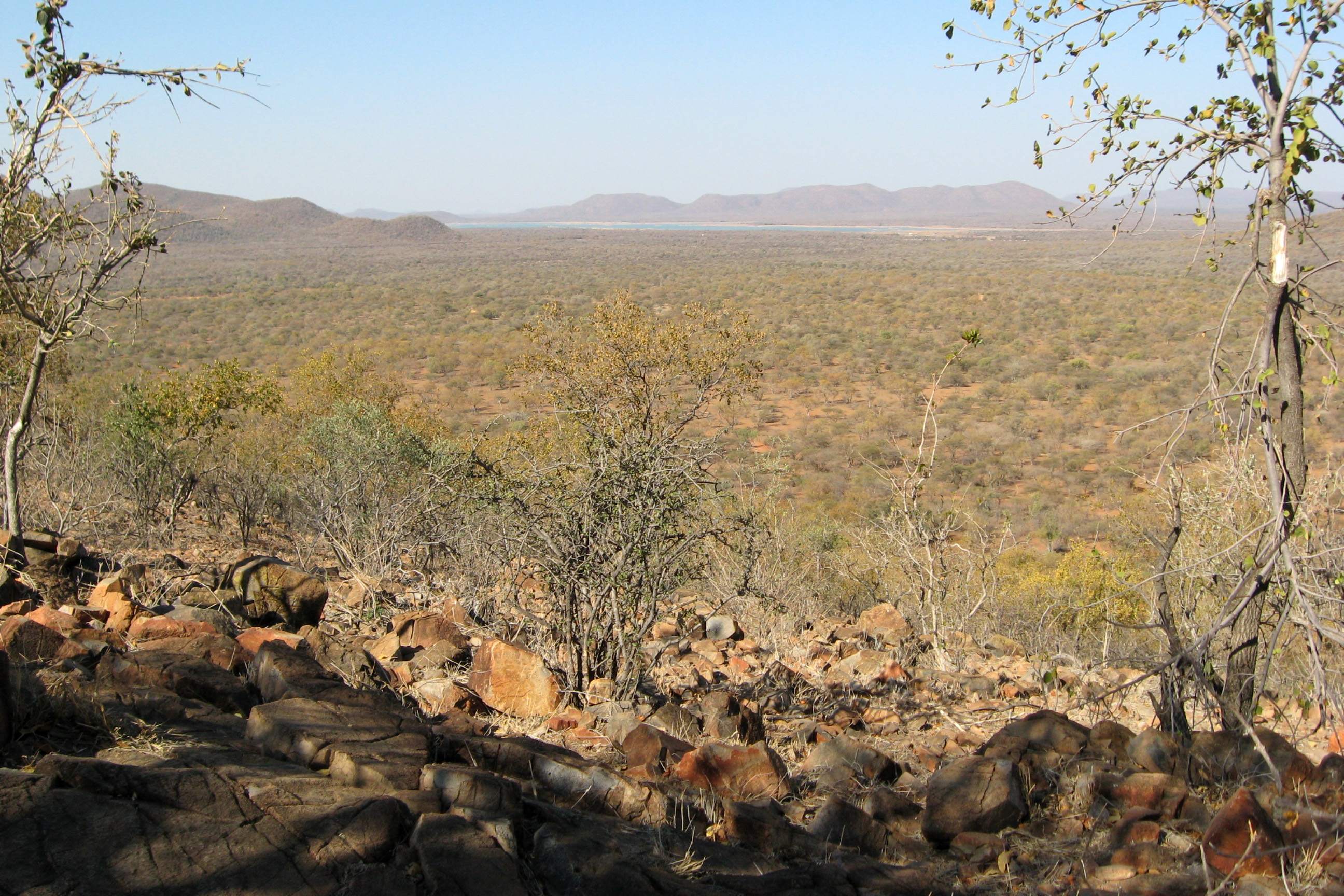
Полупустыня на юге страны

## Животный мир
Животный мир Ботсваны относится к Эфиопской зоогеографической области. В саваннах и полупустынях встречаются львы, леопарды, гепарды, шакалы, бурые и пятнистые гиены, зебры, буйволы, слоны, жирафы, белые носороги, разнообразные антилопы, в том числеконгони, гну, канна, орикс, стенбок, большой куду, спрингбок, дукер. Разнообразна фауна птиц — 611 видов: из крупных птиц распространены африканскиестраусы, китоглавы, аистовые (в том числе марабу), фламинго; широко представлены семейства фазановых и кустарниковых сорокопутов. Многие птицы семейства ястребиных находятся на грани исчезновения, например бурый стервятник, африканский гриф, африканский белогорлый гриф.

Представители животного мира Ботсваны
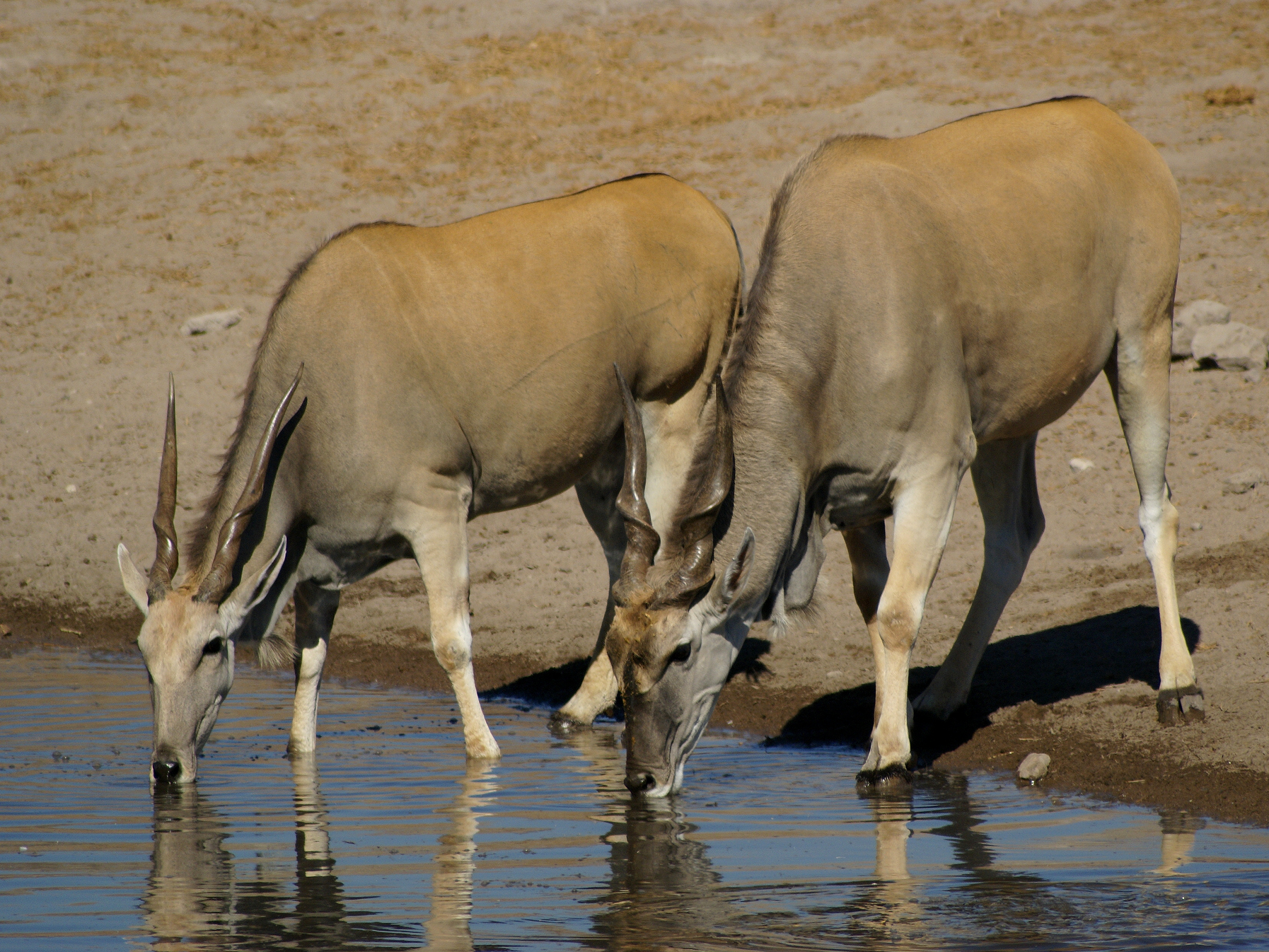
Канны
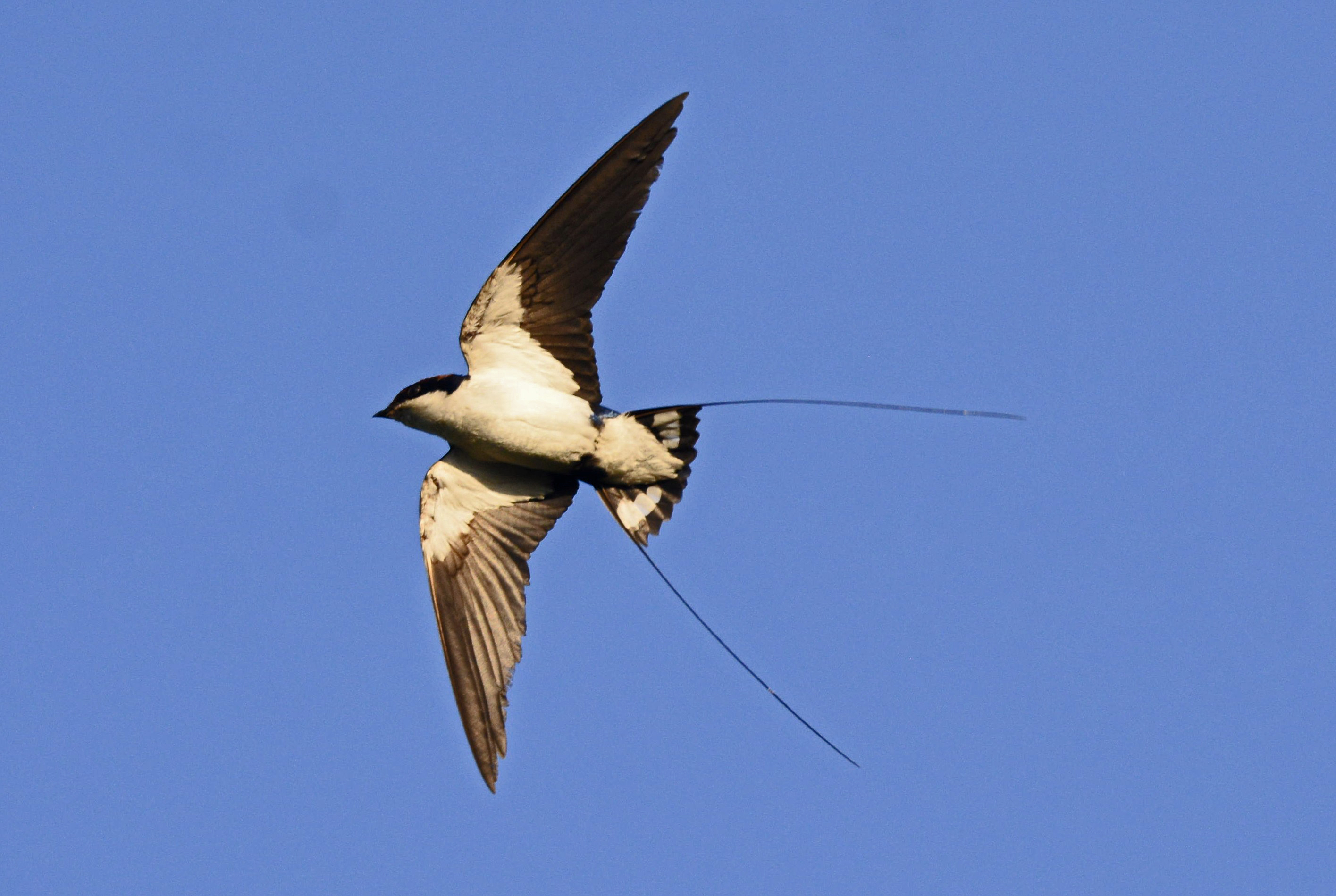
Нитехвостая ласточка
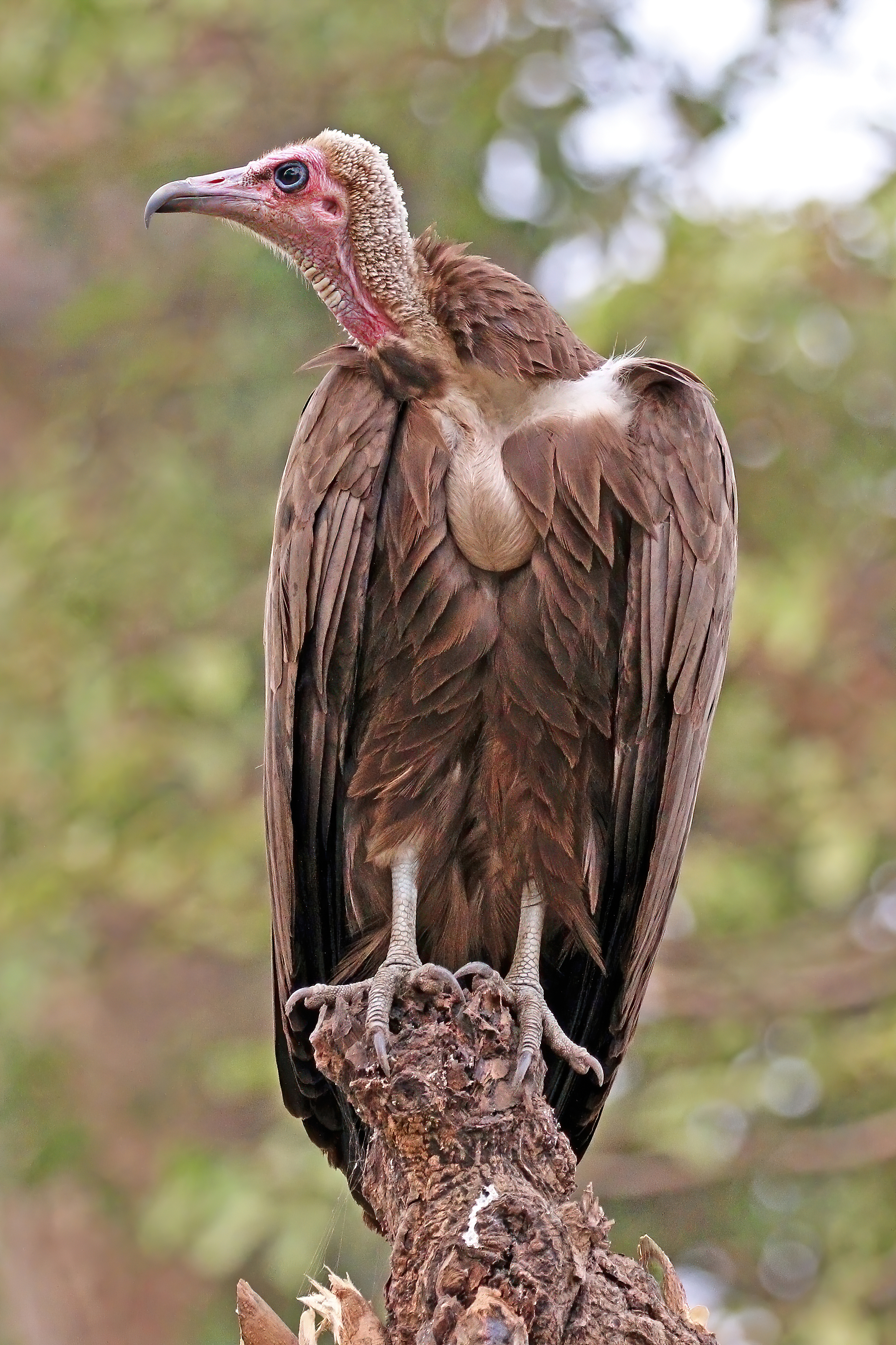
Бурый стервятник
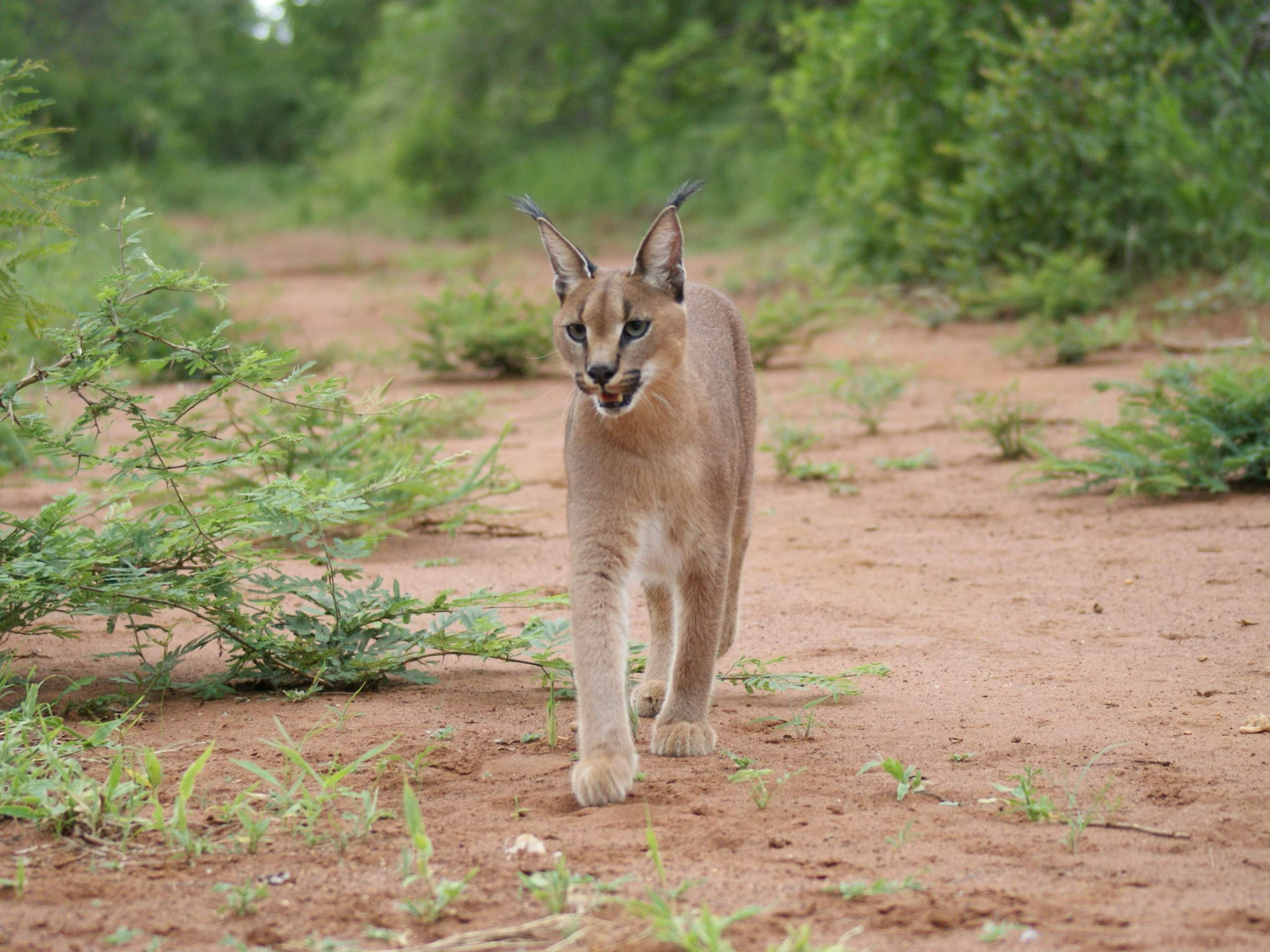
Каракал

## Охрана окружающей среды
В настоящее время в Ботсване насчитывается 11 охраняемых территорий, находящихся в управлении Департамента дикой природы (это 4 национальных парка и 7 заповедников). Здесь находится самый большой заповедник мира — Центральный Калахари. Охраняемые территории занимают более 17 % территории страны.
Особой популярностью у туристов пользются национальный парки Чобе и заповедник Мореми (на английском).

## Гидрология

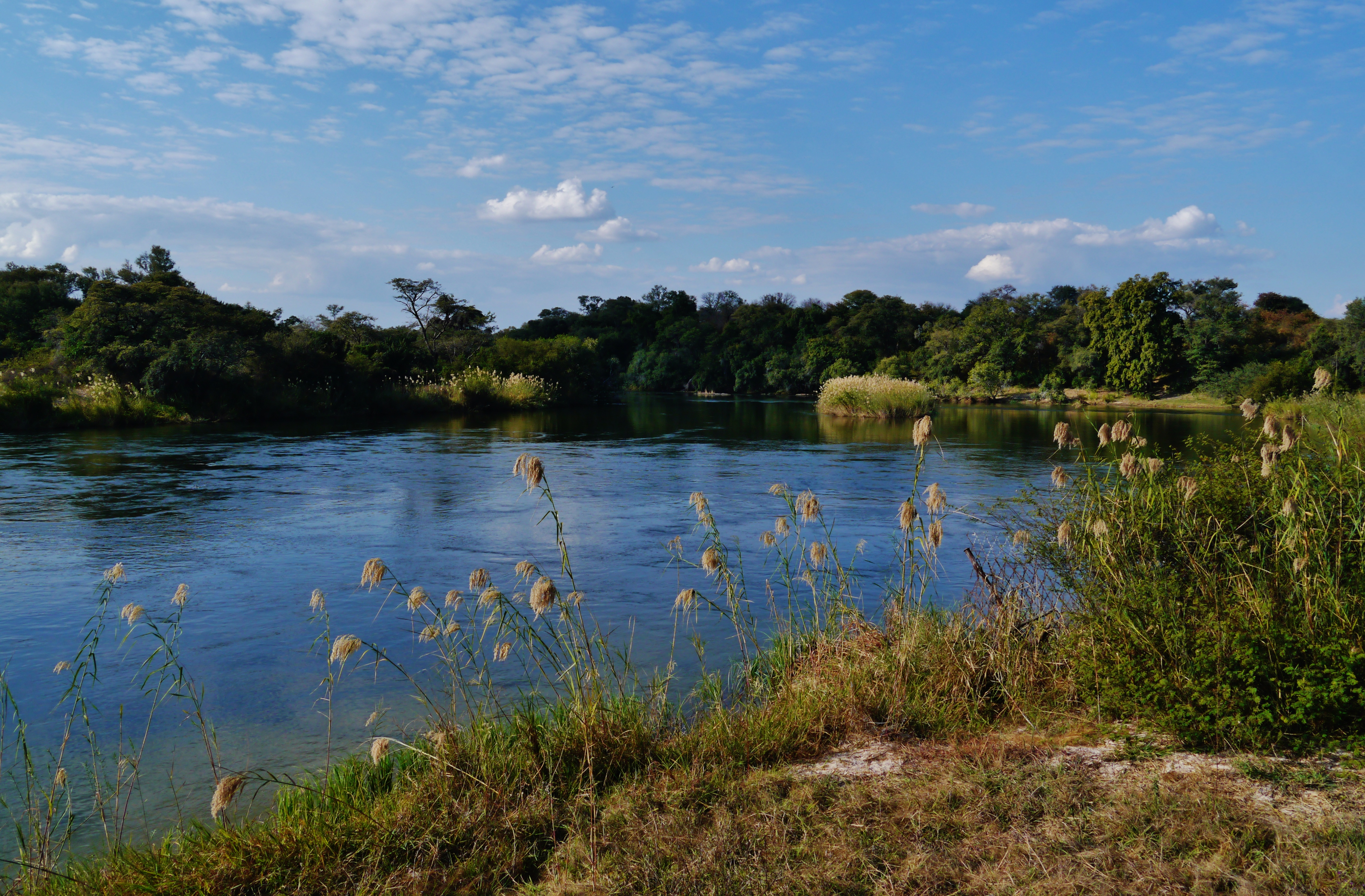
Река Окаванго в июне 2017 года

Крупнейшая река Ботсваны — Окаванго. На северо-западе страны находится её нижнее течение и обширная внутриматериковая дельта (площадь около 16 тыс. км², при разливе до 22 тыс. км²).В дельте множество озёр, крупнейшее из которых — солоноватое озеро Нгами. Из неё существует нерегулярный сток по пересыхающей реке Ботети (Ботлетле) через солёное озеро Цкау в солончак Макгадикгади, крупнейший в мире (около 40 тыс. км²). В наиболее полноводные годы из дельты Окаванго вода попадает в реку Замбези.
Юго-восток страны дренируют левые притоки реки Лимпопо, текущей по границе с ЮАР, северо-восток — правые притоки реки Чобе, протекающей вдоль северной границы. Реи и озёра остальных территорий сезонны и часто пересыхают.

## Туризм
Основными туристическими достопримечательностями Ботсваны являются заповедники с охотничьим и фотографическим сафари. Другие достопримечательности включают район дельты Окаванго, который во время сезона дождей представляет собой лабиринт водных путей, островов и озер.Большинство приезжающих туристов — жители ЮАР и США.

Среди национальных парков наибольшей популярностью среди туристов пользуются Чобе, Сентрал-Калахари и Трансграничный парк Кгалагади.

Национальные парки
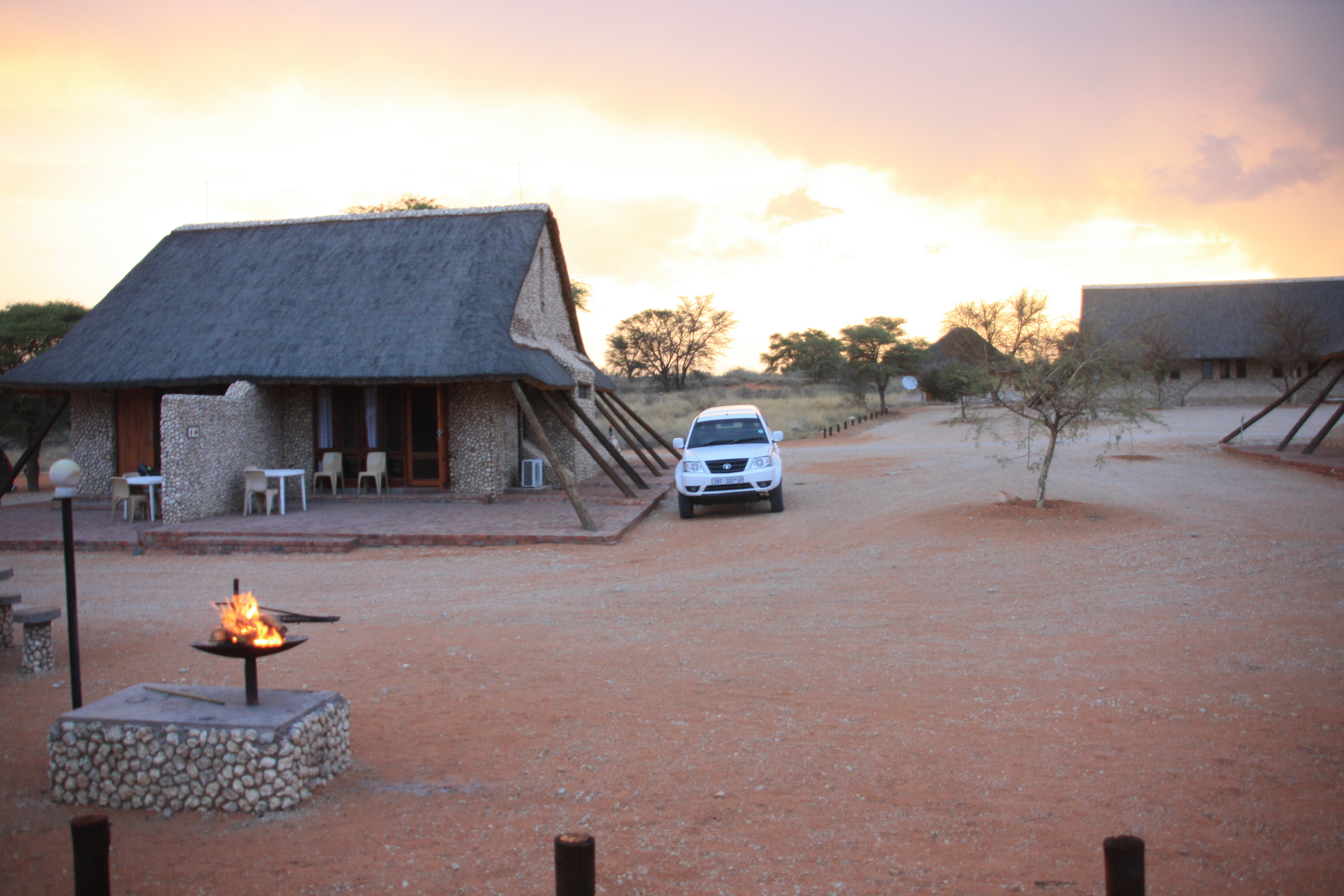
Туристический лагерь в трансграничном парке Кгалагади
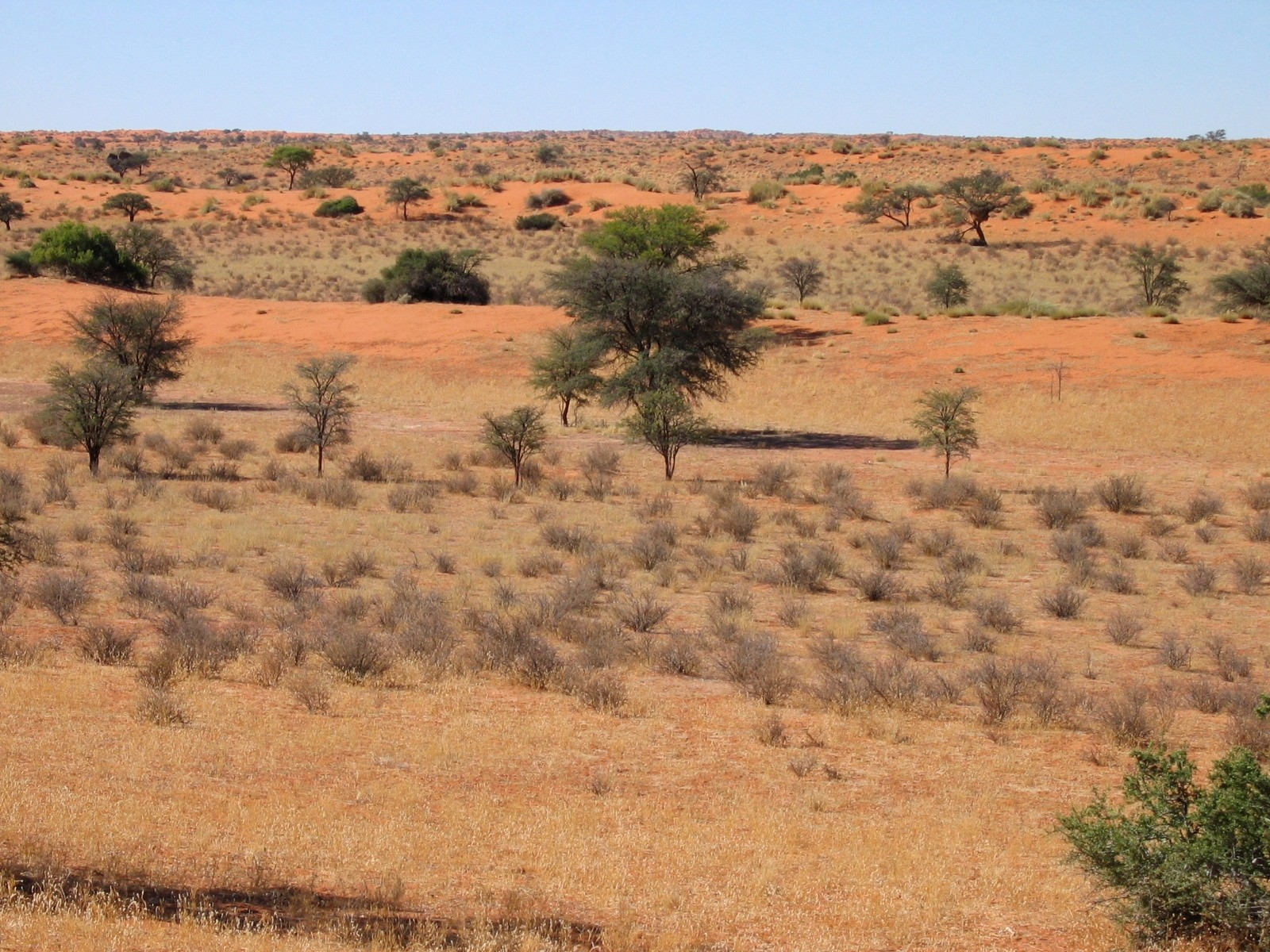
Ландшафт национального парка Сентрал-Калахари
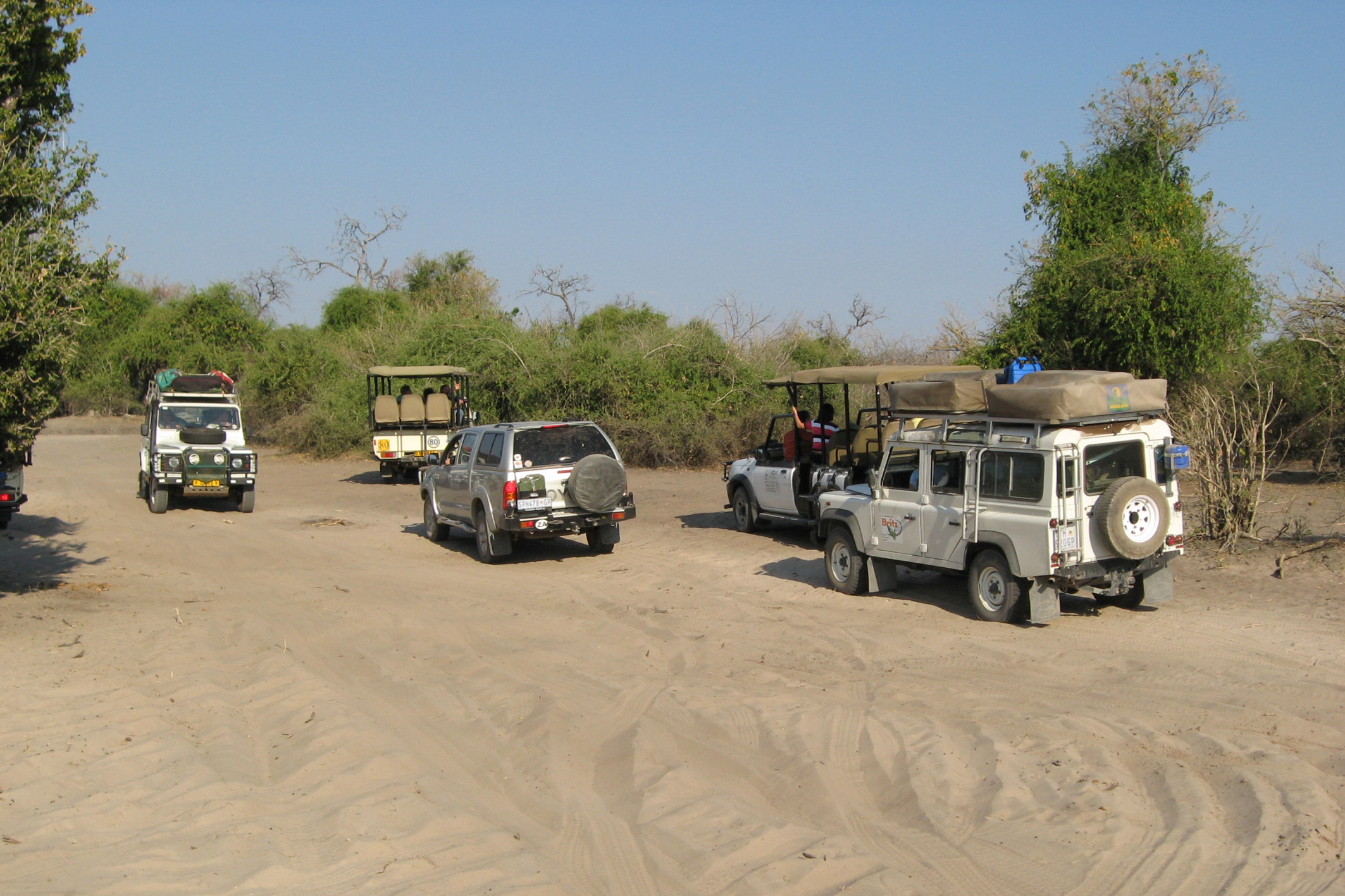
Туристы на автомобилях в национальном парке Чобе